# Turośl
Turośl è un comune rurale polacco del distretto di Kolno, nel voivodato della Podlachia.
Ricopre una superficie di 198,43 km² e nel 2004 contava 4 994 abitanti.